# East Providence
East Providence – miasto w Stanach Zjednoczonych, w stanie Rhode Island, w hrabstwie Providence.